# Britannicus
Britannicus, Tiberius Claudius Caesar Britannicus, född 12 februari 41 i Rom, död 11 februari 55 i Rom, var son till den romerske kejsaren Claudius och dennes tredje hustru, Messalina.
Redan vid sin födelse sågs han som förste kejserlige prins och hedrades år 43 e.Kr. av senaten med tillnamnet Britannicus till minne av Britanniens erövring. Efter moderns död och faderns nya giftermål med Agrippina den yngre fick Britannicus alltmer träda tillbaka för den fyra år äldre Nero, styvmoderns son i ett tidigare äktenskap, vilken adopterades av Claudius och vid dennes död korades till kejsare genom en djärv kupp av Agrippina. Då senare ett spänt förhållande inträdde mellan Nero och hans mor, använde Agrippina Britannicus för att pressa sin son till eftergifter.
Britannicus skall då enligt Tacitus på Neros befallning ha förgiftats vid ett gästabud. Hans livsöde var motivet för Jean Racines pjäs med samma namn.